# Delta (miesięcznik)

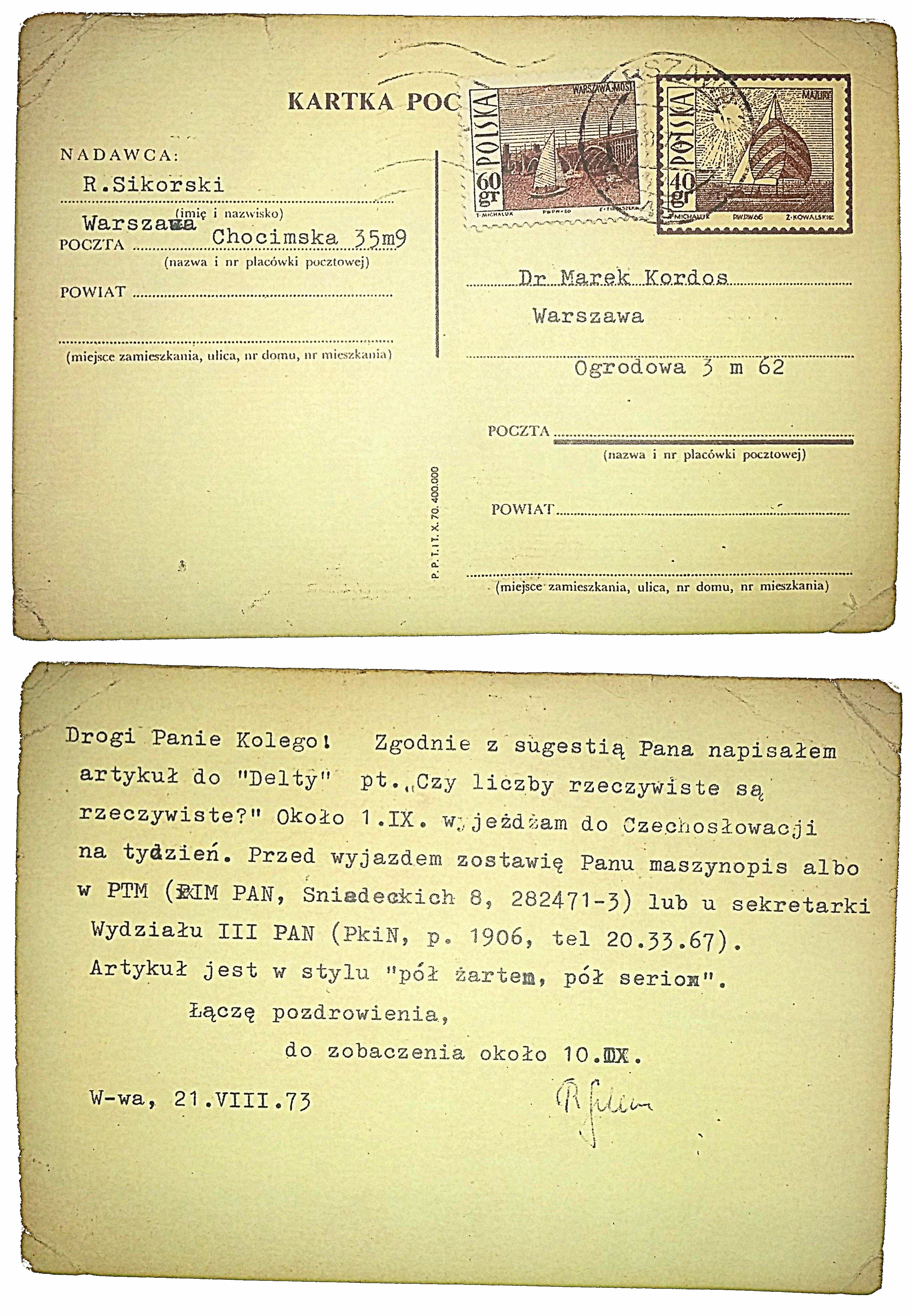
Odpowiedź prof. Romana Sikorskiego na zamówienie na pierwszy artykuł do "Delty" z 1973 roku

Delta – polski miesięcznik popularnonaukowy poświęcony głównie matematyce, fizyce z astronomią i informatyce, wydawany przez Uniwersytet Warszawski przy współpracy czterech polskich towarzystw naukowych:
- Polskiego Towarzystwa Matematycznego (PTM),
- Polskiego Towarzystwa Fizycznego (PTF),
- Polskiego Towarzystwa Astronomicznego (PTA),
- Polskiego Towarzystwa Informatycznego (PTI).

Miesięcznik ukazuje się od 1974 roku, a w 2024 roku otrzymał Nagrodę Główną w konkursie „Popularyzator Nauki” organizowanym przez Polską Agencję Prasową (PAP) i Ministerstwo Nauki i Szkolnictwa Wyższego (MNiSW).

## Historia
Zaczęła się ukazywać w 1974 (ale już 8 grudnia 1973 ukazał się nakład próbny pierwszego numeru w liczbie 50 egzemplarzy) z krótką przerwą po wprowadzeniu stanu wojennego. Od chwili powstania czasopisma do 30 września 2018 jego redaktorem naczelnym był Marek Kordos.
Artykuły najczęściej pisane są przez pracowników naukowych polskich uniwersytetów i politechnik związanych z tematyką czasopisma oraz studentów. Skład dokonywany jest systemem TeX. W lutym 2020 cena jednego egzemplarza zaczęła wynosić 5,50 zł.
Od lat 70. redakcja prowadzi ligę zadaniową Wydziału Matematyki, Informatyki i Mechaniki oraz Wydziału Fizyki Uniwersytetu Warszawskiego i Redakcji „Delty”, 10 razy do roku publikując po 2 zadania z matematyki (Klub 44M) i z fizyki (Klub 44F).
Nagroda Główna w konkursie „Popularyzator Nauki” z 2024 roku miała uzasadnienie:
„Za pół wieku popularyzacji matematyki, fizyki, astronomii i informatyki na bardzo wysokim poziomie. Za umiejętność włączania w te działania naukowców, doktorantów i nauczycieli. Za wysoką merytoryczną i redakcyjną jakość publikacji”.

## Konkurs Uczniowskich Prac z Matematyki
W 1978 roku redakcja „Delty” zapoczątkowała Konkurs Uczniowskich Prac z Matematyki (KUPzM), współorganizowany przez Polskie Towarzystwo Matematyczne (PTM). Nazwano go potem imieniem Pawła Domańskiego. Prace konkursowe dotyczą różnych działów matematyki jak:
- podstawy matematyki – logika matematyczna i teoria mnogości,
- algebra,
- geometria,
- teoria grafów,
- analiza matematyczna,
- probabilistyka.

Laureatom przyznaje się nagrody pieniężne oraz medale – złote, srebrne i brązowe, przy czym zdarzało się, że w jednej edycji przyznano dwa złote medale lub żadnego złotego. Wśród jurorów znalazł się m.in. Zdzisław Pogoda.
|    | rok  | laureaci                                                          | tytuły prac | [ a ] |
| -- | ---- | ----------------------------------------------------------------- | --- | ----- |
| 1  | 1978 | Paweł Domański                                                    | Liczby Fibonacciego | Z     |
| 1  | 1978 | Urszula Łach                                                      | Równania różniczkowe i niektóre ich zastosowania w fizyce                                                                                  | S     |
| 1  | 1978 | Bogusława Grzywacz                                                | Przekształcenie afiniczne płaszczyzny na płaszczyznę w ujęciu analitycznym                                                                 | B     |
| 2  | 1979 | Dorota Kuchta i Piotr Ponikowski                                  | Równania diofantyczne pierwszego stopnia                                                                                                   | Z     |
| 2  | 1979 | Marek Kubowicz                                                    | Równania funkcyjne | S     |
| 2  | 1979 | Anna Brzezińska                                                   | Nierówności i ich zastosowania | B     |
| 3  | 1980 | Zbigniew Jelonek                                                  | Pewna analogia | Z     |
| 3  | 1980 | Robert Cozaś                                                      | Pewne równania rekurencyjne i ich zastosowanie w teorii ułamków łańcuchowych                                                               | S     |
| 3  | 1980 | Waldemar Hołubowski                                               | Inwersja | B     |
| 4  | 1981 | Jarosław Wróblewski                                               | Wokół kongruencji w pierścieniu liczb algebraicznych całkowitych                                                                           | Z     |
| 4  | 1981 | Jacek Rzeźnikowski                                                | Elementy geometrii metrycznej | S     |
| 4  | 1981 | Elżbieta Ziarko                                                   | Metryka miejska i jej konsekwencje w planimetrii                                                                                           | B     |
| 5  | 1982 | Mariusz Skałba                                                    | O pewnym problemie z elementarnej teorii liczb                                                                                             | Z     |
| 5  | 1982 | Janusz Kalinowski                                                 | Powierzchnie stopnia drugiego i rysowanie kwadryk za pomocą komputera                                                                      | S     |
| 5  | 1982 | Mirosław Matlęga                                                  | Rozcięcia powierzchni jednostronnych | B     |
| 6  | 1983 | Jacek Kaleta                                                      | Twierdzenie o pewnej szczególnej metodzie całkowania                                                                                       | Z     |
| 6  | 1983 | Wojciech Wałecki                                                  | O błonach mydlanych | S     |
| 6  | 1983 | Henryk Łukomski                                                   | Negacje liczb n-cyfrowych oraz otrzymywanie wyników negacji w układzie dziesiątkowym bez zamiany na układ dwójkowy                         | B     |
| 7  | 1984 | Michał Wojciechowski                                              | O pewnym rozkładzie figur środkowo symetrycznych                                                                                           | Z     |
| 7  | 1984 | Bogdan Pelc                                                       | Zastosowanie kongruencji w znajdowaniu cech podzielności w dowolnym układzie liczbowym                                                     | S     |
| 7  | 1984 | Joanna Karwowska                                                  | Potęgowanie macierzy czwórników | B     |
| 8  | 1985 | Piotr Hajłasz                                                     | O pewnej metodzie dowodzenia nierówności                                                                                                   | Z     |
| 8  | 1985 | Bogdan Pelc                                                       | O pewnym niezmienniku topologicznym wielościanów w przestrzeni n-wymiarowej                                                                | S     |
| 9  | 1986 | Piotr Jędrzejewicz                                                | O pewnych własnościach przestrzeni euklidesowych                                                                                           | Z     |
| 10 | 1987 | Andrzej Żuk                                                       | Opis izometrii wybranych przestrzeni metrycznych                                                                                           | Z     |
| 10 | 1987 | Lucyna Dziedzic                                                   | Teoria głodnej kozy | B     |
| 11 | 1988 | Andrzej Daniluk                                                   | O pewnych przekształceniach płaszczyzny | Z     |
| 11 | 1988 | Adam Czornik                                                      | Twierdzenia Steinera i Mascheroniego | S     |
| 12 | 1989 | Krzysztof Oleszkiewicz                                            | Skacząc po stożkowych | Z     |
| 12 | 1989 | Rafał Kapelko                                                     | Rachunek różniczkowy i całkowy funkcji zmiennej naturalnej                                                                                 | S     |
| 12 | 1989 | Katarzyna Trójca                                                  | Granica złożenia funkcji | B     |
| 13 | 1991 | Marcin Kasperski                                                  | 27 zbiorów wypukłych bez środka symetrii                                                                                                   | Z     |
| 13 | 1991 | Grzegorz Zwara                                                    | Wspólne punkty stałe wielomianów komutujących                                                                                              | S     |
| 13 | 1991 | Małgorzata Sęk                                                    | Łamane spiralne | B     |
| 14 | 1992 | Marek Pycia                                                       | Pewne nierówności funkcyjne | Z     |
| 14 | 1992 | Krystian Witkowski                                                | O pewnych ciągach rekurencyjnych | B     |
| 15 | 1993 | Ilona Królak                                                      | Symbol Newtona – inaczej | S     |
| 15 | 1993 | Roman Wencel                                                      | Czytając Sierpińskiego | B     |
| 16 | 1994 | Piotr Wojciech Śniady                                             | Geometryczne dowody twierdzeń dotyczących ułamków Fareya                                                                                   | S     |
| 16 | 1994 | Piotr Matusiewicz                                                 | Ilustracja geometryczna najczęściej spotykanych średnich algebraicznych                                                                    | B     |
| 17 | 1995 | Tomasz Osman                                                      | Wielowymiarowe uogólnienie twierdzenia Bezouta                                                                                             | Z     |
| 17 | 1995 | Krzysztof Krupiński i Karol Tokarczyk                             | Nakładanie się wielu figur wewnątrz wielokątów                                                                                             | S     |
| 17 | 1995 | Rafał Łochowski                                                   | Zależności między zbieżnością i rozbieżnością pewnych szeregów                                                                             | B     |
| 18 | 1996 | Michał Stukow                                                     | Krótka historia dowodu pewnego twierdzenia                                                                                                 | Z     |
| 18 | 1996 | Adam Osękowski                                                    | Zastosowanie liczb zespolonych w zadaniach geometrycznych                                                                                  | S     |
| 18 | 1996 | Tomasz Kowalski i Artur Wirowski                                  | Cechy podzielności liczb | B     |
| 19 | 1997 | Grzegorz Kapustka i Michał Kapustka                               | O pewnych własnościach parzystokątów wpisanych i opisanych na okręgach                                                                     | Z     |
| 19 | 1997 | Maciej Mostowski                                                  | O wielomianach przyjmujących w liczbach całkowitych wartości będące kwadratami liczb całkowitych                                           | B     |
| 20 | 1998 | Michał Ślęzak i Michał Tkacz                                      | Sfera dwunastu punktów | S     |
| 20 | 1998 | Jakub Gismatullin                                                 | O pewnych własnościach sumy cyfr | B     |
| 21 | 1999 | Jakub Onufry Wojtaszczyk                                          | O liczbie podziałów wielokąta wypukłego na równoległoboki                                                                                  | Z     |
| 21 | 1999 | Łukasz Kamiński i Paweł Rochman                                   | Sumy ze współczynnikami Newtona | S     |
| 22 | 2000 | Piotr Sulich                                                      | Obrót o kąt na płaszczyźnie: zastosowania i własności                                                                                      | S     |
| 22 | 2000 | Mirosław Żwiryn                                                   | Wstęp do teorii macierzy nD | S     |
| 23 | 2001 | Juliusz Jabłecki                                                  | O pewnym równaniu funkcyjnym | Z     |
| 23 | 2001 | Piotr Sulich                                                      | Analogia ciągu Fibonacciego i dowolnych rekurencji liniowych                                                                               | S     |
| 23 | 2001 | Łukasz Brzyski                                                    | Prosta Eulera i jej własności | B     |
| 23 | 2001 | Jan Kowal                                                         | Nie tylko cyrklem i linijką | W     |
| 24 | 2002 | Wiesław Zajiczek                                                  | Matematyczne modele osobliwości czasoprzestrzeni klasycznych                                                                               | Z     |
| 24 | 2002 | Łukasz Lach                                                       | Rozwiązywanie wybranych problemów planimetrii i algebry przy zastosowaniu liczb zespolonych                                                | B     |
| 24 | 2002 | Krzysztof Rutczyński                                              | Anatomia zbioru Mandelbrota i jej związek z ciągiem Fibonacciego                                                                           | B     |
| 24 | 2002 | Jakub Staromłyński                                                | Rekurencja i funkcje tworzące | W     |
| 25 | 2003 | Marcel Kołodziejczyk                                              | Waga szalkowa i uogólniony problem fałszywej monety                                                                                        | Z     |
| 25 | 2003 | Aleksandra Kwiatkowska                                            | O istnieniu funkcji ciągłej, przyjmującej każdą wartość z góry zadaną ilość razy                                                           | Z     |
| 25 | 2003 | Juliusz Jabłecki                                                  | O rozrzedzeniach zbioru liczb naturalnych i szeregach P-harmonicznych                                                                      | S     |
| 25 | 2003 | Krzysztof Mroczek                                                 | Problem komiwojażera | B     |
| 25 | 2003 | Piotr Szafruga                                                    | Wielowymiarowe muzeum i jego strażnicy | B     |
| 25 | 2003 | Juliusz Jabłecki i Lech Stawikowski                               | O porządkowaniu zależności wektorów losowych związanym z pewną klasą funkcji                                                               | W     |
| 25 | 2003 | Arkadiusz Męcel                                                   | O twierdzeniu Morleya do funkcji na wymiar                                                                                                 | W     |
| 25 | 2003 | Robert Obryk                                                      | O ukrytej podzielności wielomianów jednej zmiennej                                                                                         | W     |
| 26 | 2004 | Marcin Pitera                                                     | Niezmienniki w geometrii | Z     |
| 26 | 2004 | Agnieszka Kałużna                                                 | Uogólnienie twierdzenia Stewarta na czworościan                                                                                            | S     |
| 26 | 2004 | Lech Stawikowski                                                  | Ciągi jednomonotoniczne, funkcje modularne i nierówności                                                                                   | B     |
| 26 | 2004 | Arkadiusz Męcel                                                   | Zbiory fraktalne | W     |
| 27 | 2005 | Michał Marcinkowski                                               | Prz(e)chodzi Euler do Nagela... | Z     |
| 27 | 2005 | Paweł Janica                                                      | Podziały przestrzeni euklidesowych | S     |
| 27 | 2005 | Tomasz Warszawski                                                 | O cyklach i klikach | S     |
| 27 | 2005 | Arkadiusz Męcel                                                   | Symetrie różniczkowe | B     |
| 27 | 2005 | Marcin Pitera                                                     | Kilka problemów na szachownicy | B     |
| 27 | 2005 | Jan Szejko                                                        | Dwusieczna, wysokość i środkowa przecinające się w jednym punkcie                                                                          | B     |
| 27 | 2005 | Jarosław Pyzik                                                    | O sumach, ich właściwościach i wykorzystaniu                                                                                               | W     |
| 28 | 2006 | Jan Szejko                                                        | Ciąg, który lubi nierówności | Z     |
| 28 | 2006 | Krzysztof Dorobisz                                                | Reszty potęgowe | S     |
| 28 | 2006 | Tomasz Tkocz                                                      | O problemie związanym z twierdzeniem Rolle'a                                                                                               | S     |
| 28 | 2006 | Aleksander Kubica                                                 | Od zadania olimpijskiego do twierdzenia | B     |
| 28 | 2006 | Magdalena Bojarska                                                | O liczbie kątów ostrych wielokąta | W     |
| 28 | 2006 | Jarosław Pyzik                                                    | Co je koza na śniadanie | W     |
| 29 | 2007 | Tomasz Kobos                                                      | Zbiory kresowe dla wielomianów o współczynnikach całkowitych                                                                               | Z     |
| 29 | 2007 | Magdalena Bojarska                                                | O cyklach Hamiltona w grafach powstałych z drzew                                                                                           | S     |
| 29 | 2007 | Mateusz Pluta                                                     | Wykorzystanie inwersji względem okręgu w dowodzie twierdzenia o n+2 okręgach stycznych                                                     | S     |
| 29 | 2007 | Mikołaj Bińkowski                                                 | O wpisywaniu trójkątów w trójkąty i pewnym szczególnym punkcie                                                                             | B     |
| 29 | 2007 | Przemysław Mazur                                                  | (Nie)rozwiązany problem w teorii nierówności                                                                                               | B     |
| 29 | 2007 | Jarosław Pyzik                                                    | Waga elektroniczna i problem monety fałszywej                                                                                              | W     |
| 29 | 2007 | Danuta Niedziałowska                                              | Matematyczna zabawka, czyli o macierzy Wythoffa                                                                                            | W     |
| 29 | 2007 | Krzysztof Kamil Pisera                                            | Podzielność liczb naturalnych | W     |
| 30 | 2008 | Joachim Jelisiejew                                                | Nierówności między średnimi | Z     |
| 30 | 2008 | Martha Ubik                                                       | Punkty charakterystyczne na prostej Eulera                                                                                                 | S     |
| 30 | 2008 | Adam Wyrzykowski                                                  | Podzielność liczb w poziomych rzędach trójkąta Pascala                                                                                     | S     |
| 30 | 2008 | Mikołaj Bińkowski                                                 | Nullstellensatz w kombinatoryce przestrzennej                                                                                              | B     |
| 30 | 2008 | Jacek Rzeniewicz                                                  | Numeryczne rozwiązywanie problemów matematycznych                                                                                          | B     |
| 31 | 2009 | Martha Ubik                                                       | Oszacowanie sumy długości przekątnych | S     |
| 31 | 2009 | Michał Zając                                                      | O pewnej grze grafowej | B     |
| 31 | 2009 | Tomasz Dwojak                                                     | Twierdzenie Leibniza oraz twierdzenie o siecznych dla wielokąta                                                                            | W     |
| 31 | 2009 | Maciej Rzeszut                                                    | Charakteryzacja złożeń ustalonej liczby rzutów liniowych                                                                                   | W     |
| 32 | 2010 | Michał Miśkiewicz                                                 | Urok zbioru µ | Z     |
| 32 | 2010 | Tomasz Pełka                                                      | Jak zabrać się za potężną potęgę i znaleźć Grupę Trzymającą Rozwiązanie                                                                    | S     |
| 32 | 2010 | Mateusz Wróbel                                                    | Nieprawdopodobieństwo – czyli o tym, jak matematyk rzuca igłą                                                                              | S     |
| 32 | 2010 | Bartosz Górecki                                                   | Średnie ułamkowe, nierówności pomiędzy średnimi                                                                                            | B     |
| 32 | 2010 | Kamil Piszczek                                                    | Parabole i ich własności | W     |
| 33 | 2011 | Wojciech Nadara                                                   | O prawdopodobieństwie, wyznacznikach i pokryciach cyklowych                                                                                | Z     |
| 33 | 2011 | Anna Dymek                                                        | Sangaku – japońskie inspiracje | S     |
| 33 | 2011 | Aleksander Czarnecki                                              | Problem pewnych ciągów | S     |
| 33 | 2011 | Adam Baranowski                                                   | Liczby zespolone w geometrii | B     |
| 34 | 2012 | Wojciech Nadara                                                   | Grafy k-dobre | Z     |
| 34 | 2012 | Bartłomiej Zawalski                                               | Powrót średnich | Z     |
| 34 | 2012 | Dominik Burek                                                     | O tajemniczym punkcie 442 \|X | S     |
| 34 | 2012 | Aleksander Horawa                                                 | Skończone przestrzenie metryczne | S     |
| 34 | 2012 | Anna Szczepańska                                                  | Zadanie o spotkaniu | B     |
| 35 | 2013 | Kamil Rychlewicz                                                  | Bramki unarne w logice wielowartościowej                                                                                                   | Z     |
| 35 | 2013 | Samuel Kozłowski                                                  | Punkt Miquela i powiązane zagadnienia w zadaniach geometrycznych                                                                           | S     |
| 35 | 2013 | Bartłomiej Grochal                                                | Tajemnice funkcji σ oraz τ. Dzielniki liczb naturalnych                                                                                    | B     |
| 35 | 2013 | Rafał Żelazko                                                     | Charakterystyka rozbicia zbioru co najwyżej przeliczalnego                                                                                 | B     |
| 36 | 2014 | Paweł Piwek                                                       | Krzywe przegubowe | Z     |
| 36 | 2014 | Artur Zubilewicz                                                  | Krzywe stożkowe | Z     |
| 36 | 2014 | Michał Baran                                                      | Przeprawa przez podzielności sum kwadratów                                                                                                 | S     |
| 36 | 2014 | Kamil Klimkowski                                                  | O pewnym równaniu funkcyjnym | S     |
| 37 | 2015 | Tomasz Przybyłowski                                               | O budowaniu na trójkącie | Z     |
| 37 | 2015 | Michał Zawalski                                                   | Uogólnione twierdzenie Grünbauma | Z     |
| 37 | 2015 | Filip Rękawek                                                     | O równobocznym trójkącie kappa i jego własnościach                                                                                         | S     |
| 37 | 2015 | Krzysztof Zamarski                                                | Ciągi komplementarne | S     |
| 37 | 2015 | Jadwiga Czyżewska                                                 | Kolorowanie płaszczyzny, prostych, okręgów                                                                                                 | B     |
| 37 | 2015 | Wojciech Niewiara, Michał Stach, Piotr Sikorski, Tobiasz Szemberg | Kolorowanie płaszczyzny | B     |
| 38 | 2016 | Łukasz Kamiński                                                   | Przewodniki i pary maksymalne | S     |
| 38 | 2016 | Adam Klukowski                                                    | Wielomiany z podłogami | S     |
| 38 | 2016 | Grzegorz Dłużewski                                                | O pewnej charakteryzacji równoległościanu                                                                                                  | B     |
| 39 | 2017 | Wojciech Kretowicz                                                | Podzielność silni a suma cyfr | S     |
| 39 | 2017 | Radosław Peszkowski, Andrzej Szablewski i Tobiasz Szemberg        | Twierdzenie Sylvestera-Gallai dla okręgów                                                                                                  | S     |
| 39 | 2017 | Małgorzata Róg                                                    | Paradoks pierwszeństwa, czyli gry zaprzeczające intuicjom o prawdopodobieństwie                                                            | W     |
| 40 | 2018 | Stanisław Hauke                                                   | Czworokąty bliźniacze | Z     |
| 40 | 2018 | Filip Rękawek                                                     | O trójkątach kappa i ich własnościach | S     |
| 40 | 2018 | Mariusz Trela                                                     | Kolorowanie prostych w \|F2p | S     |
| 40 | 2018 | Paweł Sawicki                                                     | Hexapawn wydłużony | B     |
| 41 | 2019 | Kosma Kasprzak                                                    | Uwagi na temat pewnych granic występujących w teorii funkcji prawie okresowych                                                             | Z     |
| 41 | 2019 | Radosław Żak                                                      | Ciągi trzech kwadratów i krzywe eliptyczne                                                                                                 | Z     |
| 41 | 2019 | Mikołaj Pater                                                     | Okrąg mixtilinear i jego własności | S     |
| 41 | 2019 | Aleksander Bosek                                                  | Wybrane własności ciągów Perrina k-tego rzędu                                                                                              | B     |
| 41 | 2019 | Mateusz Scharmach                                                 | Dwuwymiarowe ciągi Dolda | B     |
| 41 | 2019 | Adam Barański                                                     | O podzielności rozwiązań równania Pella | W     |
| 42 | 2020 | Bartosz Chomiński                                                 | O pewnym kryterium zbieżności szeregów trygonometrycznych                                                                                  | Z     |
| 42 | 2020 | Radosław Żak                                                      | Sprzężenie izogonalne i kilka własności punktu X25                                                                                         | Z     |
| 42 | 2020 | Stanisław Majchrzak                                               | Od trójkątów do krzywych stożkowych, czyli o prostej innej niż wszystkie                                                                   | S     |
| 42 | 2020 | Daniel Goc                                                        | W-zbieżność funkcji | B     |
| 42 | 2020 | Piotr Juszczyk                                                    | O ciągu z zadania 12. LXX Olimpiady Matematycznej                                                                                          | B     |
| 42 | 2020 | Gabriel Kiciński                                                  | O nierówności jednorodnej z permutacjami i jej Shapiro-podobnym analogu                                                                    | B     |
| 42 | 2020 | Filip Konieczny                                                   | Przekształcenia rzutowe i inwolucje | B     |
| 43 | 2021 | Bartłomiej Bychawski                                              | Szczególne podgrupy skończonego indeksu w grupie warkoczy B_3                                                                              | Z     |
| 43 | 2021 | Radosław Żak                                                      | Podciągi | Z     |
| 43 | 2021 | Łukasz Orski                                                      | Własności homotopijne przestrzeni odwzorowań surjektywnych                                                                                 | S     |
| 43 | 2021 | Dawid Bugajewski                                                  | Wybrane zagadnienia teorii szeregów formalnych                                                                                             | B     |
| 43 | 2021 | Stanisław Majchrzak                                               | Okręgi i biegunowe wokół stożkowych | B     |
| 44 | 2022 | Bartłomiej Bychawski                                              | Trzecia liczba pitagorejska ciał liczbowych stopnia 2                                                                                      | Z     |
| 44 | 2022 | Szymon Perlicki                                                   | A Novel Method of Constructing Block Ciphers Provably Resistant to Differential and Linear Cryptanalysis                                   | Z     |
| 44 | 2022 | Jakub Pawlak                                                      | O pewnym przekształceniu geometrycznym | S     |
| 44 | 2022 | Piotr Kuc                                                         | Twierdzenie Helly’ego i zbiory na płaszczyźnie                                                                                             | B     |
| 44 | 2022 | Jakub Zieliński                                                   | Pewne uogólnienia teorii Fouriera | B     |
| 45 | 2023 | Jakub Pawlak                                                      | Globalna metoda Eulera przybliżania rozwiązań autonomicznych równań różniczkowych pierwszego rzędu i jej analog w przestrzeniach liniowych | Z     |
| 45 | 2023 | Jakub Zieliński                                                   | Struktura uogólnionych sit i ciągów flawiuszowskich                                                                                        | Z     |
| 45 | 2023 | Dominik Figurski                                                  | Odbijanie ortocentrum | S     |
| 45 | 2023 | Mateusz Wawrzyniak                                                | O pewnym szczególnym punkcie czworokąta | S     |
| 45 | 2023 | Franciszek Hansdorfer                                             | Odwzorowania addytywne i geometria | B     |
| 46 | 2024 | Antoni Łuczak                                                     | O Krzywych Apoloniusza w Trójkącie | Z     |
| 46 | 2024 | Miłosz Płatek                                                     | N_aG_eL i okręgi z nimi związane | Z     |
| 46 | 2024 | Kazimierz Chomicz                                                 | Dowód i zastosowania własności hiperboli prostokątnych                                                                                     | B     |
| 46 | 2024 | Anna Koziara                                                      | O pewnym zastosowaniu punktów izogonalnie sprzężonych w czworościanie                                                                      | B     |
| 46 | 2024 | Adam Mariusz Lubiński                                             | O weryfikacji tautologii logicznych przy użyciu przekształceń algebraicznych                                                               | B     |